# Callispa silacea
Callispa silacea es un coleóptero de la familia Chrysomelidae.
Fue descrita científicamente por primera vez en 1902 por Weise.